# Vector (trò chơi điện tử)
Vector là một trò chơi đi cảnh năm 2012 dành cho Microsoft Windows và điện thoại di động được phát triển và xuất bản bởi studio Nekki có trụ sở tại Síp. Đây là một trò chơi parkour kiểu arcade với mục tiêu là thoát khỏi vòng lặp với tư cách là một người chạy tự do.

## Cốt truyện
Trong Vector, người chơi đóng vai một hình bóng liên tục bị truy đuổi bởi một hình bóng khác. Trò chơi không có một câu chuyện dài ngoài đoạn video giới thiệu tiết lộ rằng nhân vật của người chơi là một người đàn ông đang ở Orwellian, không còn khả năng tuân theo ý muốn của chủ nhân. Anh ta bỏ thiết bị kiểm soát tâm trí và chiếc áo sơ mi của mình sang một bên, rồi nhảy ra khỏi nhà tù chọc trời của mình, chạy nước rút qua các mái nhà về phía chân trời xa xôi.

## Đánh giá
Damien McFerran của Pocket Gamer đã xếp hạng phiên bản Android 8/10 sao và viết rằng khả năng chơi của Vector đã bù đắp cho sự thiếu đổi mới của nó. Slide to Play, trong bài đánh giá của họ về phiên bản iOS, đã viết, "Vector là một trò chơi mô phỏng chạy miễn phí tuyệt vời với nhiều thứ để yêu thích", mặc dù người đánh giá đã mô tả cách chơi là "đôi khi hơi lặp lại". Đánh giá phiên bản Facebook, Pete Davison của blog SocialTimes của Adweek gọi đây là "một trò chơi ấn tượng về mọi mặt" nhưng cho biết nó cần các tính năng xã hội tốt hơn. Leif Johnson, người đã đánh giá phiên bản Facebook của game ở trang Gamezebo, đánh giá 4/5 sao. Johnson đôi khi mô tả lối chơi là grindy nhưng kết luận rằng trò chơi là "fun stuff, and much more challenging than your run-of-the mill Facebook fare". Cameron Woolsey của GameSpot đã xếp hạng 7/10 sao cho phiên bản PC và viết rằng trò chơi là "một trò chơi có nhịp độ nhanh" khi nó gây khó chịu với grind của nó.

## Kế thừa
Phần tiếp theo của trò chơi có tên Vector 2 tiếp tục cốt truyện của phần gốc. Nhân vật chính của phần đầu tiên cuối cùng đã bị lực lượng an ninh bắt giữ, nhưng thay vì giết anh ta, những kẻ phản diện quyết định sử dụng kỹ năng của anh ta để thử nghiệm một số thiết bị mới trong một cơ sở nghiên cứu bí mật. Khi nhân vật chính chết, một cơ thể mới được tạo ra cho họ.
Cách chơi tương tự như trò chơi trước và một số thủ thuật trở lại như "Swallow", "Screwdriver", "Dash Vault", "Obstacle Jump", "Rocket Vault", "Ralflip Vault", "Reverse Vault",...

### Thông tin bên lề
Với sự thành công của Vector, Nekki quyết định tạo ra một trò chơi khác giống như trò chơi này, sử dụng hình bóng làm nhân vật chính. Trò chơi đó đã trở thành trò chơi chiến đấu có tựa đề Shadow Fight, được phát hành độc quyền trên Facebook vào năm 2011.